# فيلا بارك (إلينوي)
فيلا بارك (بالإنجليزية: Villa Park)‏ هي منطقة سكنية تقع في الولايات المتحدة في مقاطعة دوبيج. يقدر عدد سكانها بـ 22,075 نسمة .

## الموقع الجغرافي
الموقع الجغرافي للمناطق المحيطة بهذه النقطة هو كالتالي:

## أعلام
- مات روث
- كلاي فرينش